# Serritermitidae
Serritermitidae  (лат.) — семейство термитов, одно из самых малочисленных среди этих общественных насекомых. Около 3 видов.

## Распространение
Южная Америка: Бразилия.

## Описание
Мелкие термиты: 4—5 мм (одни из самых мелких в отряде). Усики из 13—14 члеников. Гнезда строят в земле. Вид Serritermes serrifer обитает в стенах термитников рода Cornitermes (Termitidae). В целом эти термиты очень похожи на представителей семейства Rhinotermitidae.

## Классификация
Статус семейства долгое время оспаривался. Сначала Holmgren (1911) поместил вид Serritermes serrifer в качестве единственного тогда вида подсемейства Serritermitinae в состав семейства Rhinotermitidae, затем Ahamad (1950) поместил его в состав Termitidae. И только в 1965 году род был выделен (Emerson, 1965) в отдельное семейство, но для одного вида Serritermes serrifer. Род Glossotermes ранее также относили к другой группе термитов (Psammotermitinae, Rhinotermitidae).
- Род Serritermes Wasmann,1897[5]
  - Serritermes serrifer Holmgren, 1911 — известен из штатов Минас-Жерайс и Мату-Гросу в Бразилии
- Род Glossotermes — два вида известны только из района реки Амазонки в Бразилии
  - Glossotermes oculatus Emerson, 1950[6]
  - Glossotermes sulcatus Cancello & De Souza, 2004[7]